# Una bionda in carriera
(Elle Woods / Reese Witherspoon)
Una bionda in carriera (Legally Blonde 2: Red, White & Blonde) è un film del 2003 diretto da Charles Herman-Wurmfeld e prodotto dalla Metro-Goldwyn-Mayer, sequel de La rivincita delle bionde del 2001, che vede nuovamente Reese Witherspoon come protagonista.

## Trama
Dopo aver conseguito la laurea alla Harvard Law School, Elle Woods desidera che il suo Chihuahua, Bruiser, si riunisca con sua madre, sperando che entrambi i cani possano partecipare al suo matrimonio con il fidanzato Emmett. Elle assume un detective per rintracciare la madre di Bruiser, solo per scoprire che la proprietaria è C'est Magnifique, un'azienda di cosmetici che usa la madre di Bruiser per test. Scoprendo che il suo studio legale rappresenta l'azienda, sollecita lo studio a rinunciare a loro come cliente, ma viene respinta.
Elle decide di abbandonare Boston per Washington, D.C., per lavorare sulla legge di Bruiser. Decide di essere la "voce di chi non può parlare" e di vietare i test sugli animali. Mentre lavora per la deputata Victoria Rudd, Elle si scontra con lo scetticismo e con le comuni barriere della politica di Washington. Timothy, membro dello staff di Rudd, la chiama sarcasticamente "Capitol Barbie". Dopo alti e bassi, tra cui un tentativo fallito di migliorare l'ambiente di lavoro chiedendo ai colleghi di scriversi complimenti e metterli nella "snap cup", Elle inizia a perdere fiducia nella politica di Washington.
Elle scopre che Bruiser è gay quando viene chiamata da "The Paws That Refreshes: Un centro benessere per cani". È stato affettuoso con Leslie, un Rottweiler di proprietà del congressista Stan Marks, il Presidente del Comitato per l'Energia e il Commercio, responsabile della legge di Bruiser. Elle scopre anche che la deputata Libby Hauser, membro di rango dello stesso comitato, faceva parte della stessa confraternita di Elle, Delta Nu. Di conseguenza, sia Marks che Hauser si avvicinano a Elle e alla fine sostengono la legge di Bruiser.
Elle scopre anche che la deputata Rudd ha cospirato contro di lei. Ha cercato di soddisfare gli interessi di un importante donatore di campagna chiamato "Bob" (con cui Rudd ha avuto diverse conversazioni telefoniche).
Tuttavia, Rudd viene infine ricattata a sostenere la petizione di Elle grazie al suo Capo di Gabinetto, Grace Rossiter. Nella registrazione di una conversazione, Rudd ammette di aver cospirato contro la legge di Bruiser per aiutare i suoi sponsor che vogliono continuare a fare test sugli animali.
Poiché Grace è sconvolta dal fatto che Rudd abbia mentito a Elle e l'abbia incolpata, le due donne raggiungono infine un punto di reciproco rispetto, specialmente dopo che Grace ammette di essere venuta a Washington, D.C., con un entusiasmo simile a quello di Elle, ma ha poi perso quell'idealismo quando ha scoperto quanto sporca possa essere la politica.
Con l'aiuto dei suoi amici, la petizione di Elle ha successo e la legge di Bruiser viene portata in aula alla Camera. La madre di Bruiser e gli altri cani vengono liberati dalla C'est Magnifique Corporation.
Elle ed Emmett si sposano in un parco a D.C., anche se non a Fenway Park come avevano pianificato, ma in piedi sulla base, che è stata consegnata a D.C. dal marito di Paulette. Emmett chiede a Elle dove vuole vivere ora che sono una coppia sposata e suggerisce le città di Boston, Beverly Hills e Washington DC. Elle getta un'occhiata alla Casa Bianca, facendo un occhiolino alla telecamera mentre il film si conclude.